# غمار سبخي
غمار سبخي (الاسم العلمي:Gammarus palustris) هو نوع من المفصليات يتبع جنس الغمار من الفصيلة الغمارية.